# Pseudautomeris luteata
Pseudautomeris luteata är en fjärilsart som beskrevs av Walker 1865. Pseudautomeris luteata ingår i släktet Pseudautomeris och familjen påfågelsspinnare. Inga underarter finns listade i Catalogue of Life.